# Flaujac-Poujols
Flaujac-Poujols è un comune francese di 717 abitanti situato nel dipartimento del Lot nella regione dell'Occitania.

## Società

### Evoluzione demografica
Abitanti censiti